# Amelup
Amelup is een klein plaatsje in de regio Great Southern in West-Australië, Australië. Het ligt in de Shire of Gnowangerup, 336 kilometer ten zuidoosten van Perth en 90 kilometer ten noorden van Albany. Amelup telde 71 inwoners in 2021 tegenover 120 in 2006.

## Trivia
Amelup staat bekend om haar bord met "caution nudist's crossing" (Nederlands: Pas op overstekende nudisten). 
Er staat een replica van korenmolen De Lelie uit Puttershoek, The Lily Windmill genaamd. Het is een van de grootste windmolens ooit gebouwd in Australië.
Albany · Amelup · Badgebup · Borden · Bornholm · Boscabel · Bow Bridge · Boxwood Hill · Bremer Bay · Broomehill · Cartmeticup · Chinocup · Cranbrook · Denmark · Elleker · Frankland River · Gairdner · Gnowangerup · Jerramungup · Jingalup · Kalgan · Katanning · Kendenup · King River · Kojonup · Kwobrup · Little Grove · Lower King · Manypeaks · Mount Barker · Muradup · Narrikup · Needilup · Nornalup · Nyabing · Ocean Beach · Ongerup · Pingrup · Porongurup · Redmond · Tambellup · Tenterden · Torbay · Tunney · Wellstead · Woodanilling